# Cesare Villavecchia
Giulio Cesare Villavecchia (1803 – Genova, 1865) è stato un politico italiano.

## Biografia
Sacerdote, fu Deputato del Regno di Sardegna nella II legislatura.